# Wandelroute Kektura

Onder de naam Országos Kéktúra (OKT) (Hongaars voor "Nationale Blauwe Route") wordt een drietal Hongaarse wandelroutes verstaan die tezamen een rondwandeling door geheel Hongarije vormen.
De oudste van de drie tochten is de Országos Kéktúra van Írottkő bij Kőszeg in het noordwesten van Hongarije naar Hollóháza in het noordoosten. Dit pad dateert al van 1938 en is 1128 km lang. Aansluitend is later het Alföldi Kéktúra toegevoegd, dat de blauwe route over 848 km verlengt tot Szekszárd in het zuidwesten van Hongarije. Het Rockenbauer Pál Dél-dunántúli Kéktúra maakt de cirkel rond met 561 km in het westen van Hongarije. De gehele route is blauw () gemarkeerd. Er bestaan speciale wandelatlasjes waarin de wandelaar kan afstempelen waar hij is geweest.